# Хенрикс, Беньямин
Беньямин Паа Квеси Хенрикс (нем. Benjamin Paa Kwesi Henrichs; род. 23 февраля 1997, Бохольт, Северный Рейн-Вестфалия) — немецкий футболист, крайний защитник клуба «РБ Лейпциг» и сборной Германии. Участник чемпионата Европы 2024.

## Клубная карьера

### «Байер 04»
В 7 лет Беньямин начал заниматься в системе клуба «Байер 04».
20 сентября 2015 года футболист дебютировал в Бундеслиге, в поединке матче против дортмундской «Боруссии», выйдя на замену на 78-й минуте вместо Карим Беллараби. В последних турах сезона 2015/16 стал регулярно попадать в основной состав. В общей сложности, за сезон Хенрикс провел 9 матчей.

### «Монако»
28 августа 2018 года подписал 5-летний контракт с французским клубом «Монако».

#### «РБ Лейпциг» (аренда)
8 июля 2020 года был отдан на сезон в аренду клубу «РБ Лейпциг». Сделка включала опцию выкупа за 15 миллионов евро в конце сезона.

### «РБ Лейпциг»
«РБ Лейпциг» воспользовался опцией выкупа Хенрикса, и 21 апреля 2021 года он присоединился к клубу на постоянной основе.

## Карьера за сборную

### Молодёжная сборная
Дебютировал в Германия (до 15) 8 ноября 2011 года в гостевой игре против Польши и забил в этой игре, второй гол немецкой команды. Выводил сборную Германии (до 17) в качестве капитана на чемпионате Европы среди юношей до 17 лет в 2014 году, в котором Германия заняла третье место в группе и не смогла пробиться в плей-офф. Кроме того, он забил единственный гол в команды на турнире.
Начиная с июля 2016 года начал вызываться под знамёна сборной Германии (до 19) на чемпионат Европы в проходившим в Германии. Сыграл во всех четырёх играх в стартовом составе. Немцы заняли третье место в группе. Играя против сборной Голландии за пятое место турнира. Хенрикс забил победный гол, в серии пенальти, принеся тем самым немцам участие на чемпионате мира среди молодёжных команд не старше 20 лет. 26 августа 2016 года был вызван в молодёжную сборную Германии (до 21) года тренером сборной Штефаном Кунцем. Семь дней спустя дебютировал за в её составе, в победном матче со словаками.

### Национальная сборная
В ноябре 2016 года Хенрикс получил свой первый вызов в национальную сборную для участия в отборочном матче чемпионата мира против сборной Сан-Марино и в товарищеском матче против Италии. 11 ноября дебютировал в составе сборной, выйдя в стартовом составе в игре с Сан-Марино. Немецкая команда выиграла матч со счётом 8:0, Хенрикс отыграл весь матч.
14 ноября 2016 года в рамках международного визита немецкой сборной в Италию команда и тренерский штаб сборной удостоились встречи в Ватикане с главой Римско-католической церкви Франциском.

## Достижения
«РБ Лейпциг»
- Обладатель Кубка Германии (2): 2021/22, 2022/23
- Обладатель Суперкубка Германии: 2023

Сборная Германии
- Обладатель Кубка конфедераций: 2017
- Золотая медаль Фрица Вальтера U-19: 2016

## Личная жизнь
Беньямин Хенрикс родился в Кёльне. Его отец — немец, а мать родом из Ганы. Также у футболиста есть сестра.